# 에밀리 샌드버그
에밀리 샌드버그(Emily Sandberg, 1981년 5월 26일 ~ )는 미국의 배우, 모델, 영화배우, 사업가이다.
로체스터에서 태어났다.

## 영화
- 이 달의 점원 (2006년)
- 악마는 프라다를 입는다 (2006년)